# Sân bay Đông Giao Giai Mộc Tư
Sân bay Đông Giao Giai Mộc Tư là một sân bay ở Giai Mộc Tư, tỉnh Hắc Long Giang, Cộng hòa Nhân dân Trung Hoa (IATA: JMU, ICAO: ZYJM).

## Các hãng hàng không và các điểm đến
In đậm là các chuyến bay quốc tế. Seoul là điểm đến quốc tế duy nhất của sân bay này.
| Hãng hàng không         | Các điểm đến                                   |
| ----------------------- | ---------------------------------------------- |
| Air China               | Bắc Kinh-Thủ đô                                |
| China United Airlines   | Bắc Kinh-Nam Uyển                              |
| China Southern Airlines | Quảng Châu, Seoul-Incheon, Thượng Hải-Phố Đông |
| Hainan Airlines         | Bắc Kinh-Thủ đô                                |
| Shanghai Airline        | Thượng Hải - Phố Đông                          |